# São José Esporte Clube (futebol feminino)
O São José Feminino é a equipe de futebol feminino do São José Esporte Clube, clube que tem sede na cidade de São José dos Campos, São Paulo. Foi criada em 2001, antes mesmo das exigências atuais da Confederação Brasileira de Futebol (CBF), o clube teve seu ápice na categoria na primeira metade da década de 2010, quando conquistou seus principais títulos.

## História
A equipe de futebol feminino do São José foi criada em 2001, antes mesmo das exigências atuais da CBF. O seu primeiro grande resultado foi no Campeonato Paulista de 2010, quando perdeu a final para o Santos, antes disso tinha feito apenas boas campanhas nos Jogos Abertos e Regionais.
Em 2011, o clube garantiu vaga na Copa Libertadores por ser clube-sede. No torneio internacional, a agremiação disputou cinco jogos, venceu quatro e empatou um. O título foi garantido após uma vitória nos pênaltis contra o Colo-Colo, do Chile.
Em 9 de junho de 2012, o São José conquistou seu primeiro título da Copa do Brasil, quando venceu os dois jogos contra o Centro Olímpico. Em setembro, ganhou o Campeonato Paulista contra o mesmo rival.
No ano seguinte, as Meninas da Águia conquistou o bicampeonato da Copa do Brasil e da  Copa Libertadores, quando superou o Vitória das Tabocas e o Formas Íntimas, da Colômbia, respectivamente.
Em 2014, o São José conquistou seu principal título, o Torneio Internacional de Clubes, considerado o "mundial" da época. No campeonato, a agremiação venceu as duas partidas que disputou, superando o Urawa Red nas semifinais, e o Arsenal na decisão. A vaga na competição, veio do terceiro título na Libertadores quando goleou o Caracas, da Venezuela.
Desde 2017, vive um período de declínio na modalidade, tendo sua melhor campanha no Campeonato Brasileiro de 2019 quando chegou nas quartas de final.
A equipe vice campeão da Copa Paulista de 2021, perdendo a final para o Palmeiras pelo placar agregado de 4 a 2.
Em 2022, foi rebaixado à segunda divisão do nacional. O clube terminou o certame nacional com duas vitórias, três empates e dez derrotas. A equipe era até então a única a disputar todas as edições da competição.

## Títulos
- Torneio Internacional de Clubes: 2014.[19]

- Copa Libertadores: 2011, 2013 e 2014.[20]
- Copa do Brasil: 2012 e 2013.[21]
- Campeonato Paulista: 2012, 2014 e 2015.[22]
- 5x Jogos Abertos do Interior
- 17x Jogos Regionais

### Campanhas de destaque
- Vice Campeão da Copa Paulista de Futebol Feminino: 2021